# América Chávez
América Chávez es una superheroína que aparece en los cómics estadounidenses publicados por Marvel Comics, la segunda en utilizar la identidad de Miss América. Creada por el escritor Joe Casey y por el dibujante Nick Dragotta, apareció por primera vez en la serie limitada La venganza de los villanos (Vengeance en el original), publicada en septiembre de 2011. Formó parte del grupo The Ultimates, desarrollado por Al Ewing y Kenneth Rocafort. Como lesbiana, es la primera personaje latinoamericana LGBT en aparecer en una de las series en curso de Marvel.
Aparece en la película Doctor Strange en el multiverso de la locura (2022) del Universo cinematográfico de Marvel interpretada por Xochitl Gomez.

## Historia de la publicación
América Chávez debutó en 2011 en la serie limitada La venganza de los villanos (Vengeance en el original) por Joe Casey y Nick Dragotta. Chávez aparece en el 2013 en la serie Jóvenes Vengadores por Kieron Gillen y Jamie McKelvie. En el 2015 forma parte del grupo A-Force por G. Willow Wilson, Marguerite Bennett y Jorge Molina. Desde octubre de 2015 pasa a formar parte del nuevo grupo The Ultimates desarrollado por Al Ewing y Kenneth Rocafort. En 2016, durante la Comic Con de Nueva York, Marvel anunció que el personaje tendría su primera serie en solitario: América. La serie, escrita por la novelista latinoamericana y LGBTQ Gabby Rivera, fue estrenada en marzo de 2017 y fue cancelada en abril de 2018. En agosto de 2018, Chávez se une a los West Coast Avengers en una serie creada por Kelly Thompson y Stefano Caselli.

## Biografía ficticia del personaje

### Orígenes
América Chávez es criada por sus 2 madres llamadas Amalia y Elena Chávez, en el Paralelo Utópico, una dimensión fuera del tiempo y en presencia del Demiurgo. Debido a su constante proximidad al Demiurgo, América parece haber heredado o absorbido parte o todos los superpoderes de él. Cuando ella tiene aproximadamente 6 años, el Paralelo Utópico se encuentra al borde de la destrucción. Amalia y Elena se sacrifican para sellar los agujeros negros que pretenden lanzar el Paralelo Utópico al Multiverso. Con ganas de probarse a sí misma como heroína, América se escapa de su casa y de sus responsabilidades. Viaja a través de diferentes dimensiones y con el tiempo adopta el apodo de la Sra. América.

### Brigada Adolescente
Miss América finalmente se une a la Brigada Adolescente como colíder junto a Nulificador Supremo.
Con la Brigada Adolescente, libera a Intermediador en el Lago Groom, Nevada. Con ayuda del Intermediador, la Brigada Adolescente se dispone a evitar que los Jóvenes Maestros del Mal perturben el equilibrio entre el Caos y el Orden. Para detener a los Jóvenes Maestros buscan a Kid Loki. Miss América lo encuentra en el Museo Metropolitano de Arte, pero Loki utiliza el Tótem Gritón para enviarla a la Sexta Dimensión. Allí lucha contra Tiboro, y más tarde es rescatada por Los Defensores, She-Hulk y Hellstrom, bajo la dirección del Intermediador. América se une a sus compañeros de equipo en Latveria, donde luchan contra el Braak'nhüd, los Jóvenes Maestros y el Doctor Doom. La batalla termina cuando Nulificador Supremo dispara al Intermediador, a lo que momentos después la Brigada Adolescente se disuelve discretamente.
Nulificador Supremo y América brevemente comparten una aventura romántica, pero termina abruptamente cuando América abandona la Brigada Adolescente debido a «diferencias musicales».

### Jóvenes Vengadores
Tras dejar la Brigada Adolescente, Chávez eventualmente viajó a la Tierra-212 y más tarde fue abordado por el tramposo adolescente Loki. Pretende tratar de persuadir a Chávez para que mate a Wiccan por el bien del multiverso. Disgustada con la proposición, Chávez pelea con Loki y decide proteger a Wiccan. En la Tierra-616, Chávez impidió que Loki atacara mágicamente a Wiccan en su casa. Hulkling intervino, pero América y Loki huyeron rápidamente con pocas explicaciones. Más tarde, Chávez rescató a Hulkling, Wiccan y Loki de la Madre, un parásito interdimensional despertado por uno de los hechizos de Loki. Todos escapan a bordo de Marvel Boy y los ayudó en el enfrentamiento final con las fuerzas de Madre en Central Park.
En Jóvenes Vengadores #15, celebrando la derrota de Madre, los Jóvenes Vengadores organizan una fiesta de Año Nuevo junto con muchos jóvenes héroes que habían acudido en su ayuda. Cuando el equipo se marcha del lugar usando uno de los portales de Miss América, Loki, desde atrás, toma una foto del momento. Es ahí cuando América, de manera muy casual, revela a sus compañeros que no está interesada en los hombres y describe su único beso con Nulificador Supremo como «experimentación». Más tarde comienza a salir con Lisa, una EMT, y baila con ella para «cerrar un agujero en el universo». Ella también estaba enamorada de Lady Katherine de Bishop, una versión alternativa de Kate Bishop, y tienen una relación cercana.

### A-Force
Durante el crossover de 2015 Secret Wars, Chávez aparece como miembro del A-Force, un equipo de Vengadores íntegramente conformado por mujeres. En esta serie, Muerte ha utilizado los resto de diversas realidades para crear un nuevo Battleworld donde él es considerado prácticamente una deidad. Este mundo está dividido por dominios, que son protegidos de cualquier amenaza por el Escudo. Cuando la isla-nación de Arcadia es atacada por un megalodón, se produce un enfrentamiento entre el grupo de superheroínas y el monstruo. Sin embargo, el temperamento de Miss América es el causante del principio del conflicto que será desarrollado en la serie, ya que decide arrojar a la criatura hacia las Tierras Muertas. Esto supone una violación de las estrictas reglas de Muerte y se paga con el exilio de Chávez y la condena a pasar el resto de su vida protegiendo el Escudo. Sin embargo, la heroína vuelve para enfrentarse al destino final del Escudo en la serie de Asedio.

### The Ultimates
Después de los eventos de Secret Wars, Chávez se une al recientemente formado equipo de los Ultimates tras ser invitada por Blue Marvel. Chávez también asiste a la Universidad de Sotomayor, donde también comparte una clase con su excompañero de los Jóvenes Vengadores, Prodigio.

### America Chavez: Made in the USA
En la serie America Chavez: Made in the USA, se cuestionó lo que Chávez sabía sobre sus antecedentes. Su hermana Catalina, previamente desconocida, la obligó a recordar que sus madres no eran extraterrestres, sino las doctoras humanas Amalia y Elena Chávez. Las doctoras llevaron a sus hijas a una isla privada llamada Utopian Parallel para tratar de curar la enfermedad del Síndrome de Edges, pero descubrieron que su benefactor tenía planes malvados para todas las niñas traídas allí. Las doctoras se sacrificaron para liberar a América y Catalina, pero solo América escapó. Catalina sugiere que América inventó la historia del universo alienígena como un mecanismo de supervivencia.

## Poderes y habilidades
Es bilingüe, habla con fluidez inglés estadounidense y español. Miss América probablemente recibió parte o todos sus poderes al absorber la presencia mágica ambiental del Demiurgo. Aunque no se ha definido el alcance total de sus poderes, ella ha demostrado las siguientes habilidades:
- Vuelo: tiene la capacidad de vuelo autopropulsado.[1]

- Velocidad sobrehumana: Monica Rambeau se sorprendió de lo rápido que se movía incluso después de trascender en forma de luz.[31]
- Fuerza sobrehumana: parece rasgar fácilmente grandes puertas metálicas[1]
- Invulnerabilidad: es a prueba de balas,[2] retardante en llamas[17] y tiene una resistencia sobrehumana. Loki se ha referido siempre a ella como «una supermujer casi indestructible».[cita requerida]
- Viaje Interdimensional: puede crear portales, en forma de estrella de cinco puntas, para viajar entre realidades.

## En otros medios

### Televisión
- América Chávez aparece en Marvel Rising: Chasing Ghosts, con la voz de Cierra Ramírez.[32]
- América Chávez aparece en Marvel Rising: Heart of Iron, nuevamente con la voz de Cierra Ramírez.[33]

### Cine
- América Chávez aparece en la película animada Marvel Rising: Secret Warriors, con la voz de Cierra Ramírez.[32][34] En esta historia, los Kree llegan al planeta de origen de América cuando esta es joven y alientan a los Inhumanos allí a luchar entre sí. El planeta queda al borde de la destrucción y América quiere unirse a ellos en la batalla, pero sus madres la teletransportan a un lugar seguro antes de ser asesinadas por Hala la Acusadora; a partir de allí, América nunca vuelve a ser la misma.
- América Chávez aparece en la película Doctor Strange en el multiverso de la locura (2022), del Universo cinematográfico de Marvel, interpretada por Xochitl Gomez.[35][36][9] Esta versión es un ser sobrenatural del Paralelo Utópico con la capacidad de viajar por el multiverso. Después de ser atacada por la Bruja Escarlata, que busca adquirir sus poderes, Chávez finalmente termina en el universo "principal" y une fuerzas con el Doctor Strange para mostrarle a la Bruja Escarlata el error de sus caminos. Posteriormente Chávez se integra a los Maestros de las Artes Místicas.[37][38]

### Videojuegos
- América Chávez es un personaje jugable en Lego Marvel Vengadores.[39][40]
- América Chávez aparece en la tabla de contenido descargable «Marvel's Women of Power» para Pinball FX 2.[41]
- Aparece como un personaje jugable desbloqueable en Marvel Avengers Academy durante el evento «A-Force», con la voz de Sandra Espinoza.[42][43]
- América Chávez aparece como un personaje jugable desbloqueable en Marvel Future Fight.
- América Chávez aparece como un personaje jugable desbloqueable en Marvel Puzzle Quest.[44]
- América Chávez aparece como un personaje jugable desbloqueable en LEGO Marvel Super Heroes 2.
- América Chávez aparece como carta coleccionable y jugable en Marvel Snap
- También aparece como personaje jugable en Marvel Strike Force.

## Curiosidades
- La lista de Loki de los miembros de los Jóvenes Vengadores vista en «Marvel NOW! Point One #1» describe a Miss América como «una misteriosa superheroína interdimensional con un misterioso pasado y con problemas de ira».
- Comparte el apodo de Miss América con la superheroína de la Segunda Guerra Mundial Madeline Joyce.